# Homalium stenophyllum
Homalium stenophyllum là một loài thực vật có hoa trong họ Liễu. Loài này được Merr. & Chun mô tả khoa học đầu tiên năm 1935.